# Dominio de Kuwana
El Dominio de Kuwana (桑名藩 Kuwana-han?) era un dominio japonés del período Edo, localizado en la Provincia de Ise (actual Prefectura de Mie).

## Lista de Daimyōs
- Clan Honda (Fudai, 100.000 koku)

1. Honda Tadakatsu
2. Honda Tadamasa

- Clan Matsudaira (Hisamatsu) (Shinpan, 110.000->117.000->110.000->113.000 koku)

1. Matsudaira Sadakatsu
2. Matsudaira Sadayuki
3. Matsudaira Sadatsuna
4. Matsudaira Sadayoshi
5. Matsudaira Sadashige

- Clan Matsudaira (Okudaira) (Shinpan)

1. Matsudaira Tadamasa
2. Matsudaira Tadatoki
3. Matsudaira Tadahiro
4. Matsudaira Tadakatsu
5. Matsudaira Tadatomo
6. Matsudaira Tadasuke
7. Matsudaira Tadataka

- Clan Matsudaira (Hisamatsu) (Shinpan; 113.000->60.000 koku)

1. Matsudaira Sadanaga
2. Matsudaira Sadakazu
3. Matsudaira Sadamichi
4. Matsudaira Sadaaki
5. Matsudaira Sadanori